# مرکز پزشکی منطقه‌ای دبیشان
مرکز پزشکی منطقه‌ای دبیشان (چینی: 大别山区域医疗中心)، یک پردیس بیمارستان واقع در ناحیه هانگژو در هوانگانگ، هوبئی، چین است. در ابتدا به عنوان یک پردیس جدید برای جابجایی نهایی بیمارستان مرکزی هوانگانگ ساخته شد، اما در واکنش به دنیاگیری ۲۰–۲۰۱۹ کروناویروس که در ووهان سرچشمه گرفته بود، به سرعت به یک مرکز قرنطینه تبدیل شد.

## تاریخچه
ساخت پردیس بیمارستان جدید در سال ۲۰۱۳ آغاز شد و ساختمان‌های پردیس به‌عنوان یک پروژه بلند مدت برای جابجایی بیمارستان مرکزی هوانگانگ در سال ۲۰۱۶ تکمیل شد. نوسازی و نصب تجهیزات پزشکی در حال انجام بود و بیشتر آن در زمان گزارش در ژانویه ۲۰۲۰ به اتمام رسیده بود. بنا بود که پردیس برای افتتاح در مه ۲۰۲۰ آماده شود.
با این حال، با توجه به گسترش سریع کروناویروس سندرم حاد تنفسی ۲ (SARS-CoV 2) در ووهان، مقامات در ۲۴ ژانویه سال ۲۰۲۰ اعلام کردند که این پردیس به سرعت برای معالجه بیماران ویروس تبدیل می‌شود. کار برای تبدیل پردیس از ۲۵ ژانویه ۲۰۲۰ با تبدیل پردیس خالی توسط ۵۰۰ کارگر ساختمانی، متخصص برق و پلیس آغاز شد. در ۲۸ ژانویه، پس از ۴۸ ساعت، ساخت بیمارستان به اتمام رسید و از ساعت ۲۲:۳۰ همان روز پذیرش بیماران را آغاز کرد.

## طراحی
طراحی اولیه پردیس امکان ظرفیت ۲۰۰۰ تختخواب را فراهم کرد.
به عنوان یک مرکز قرنطینه برای شیوع کروناویروس، ظرفیت کنونی پردیس ۱۰۰۰ تختخواب است.